# Флаг Глубокого
Флаг Глубокого (бел. Сцяг Глыбокага) — официальный геральдический символ города Глубокое Витебской области Беларуси.

## История
Флаг Глубокого был одобрен решением Глубокского районного исполнительного комитета 16 апреля 2003 года. Флаг города был утверждён Указом Президента Республики Беларусь от 20 января 2006 года № 36 и зарегистрирован в Государственном геральдическом регистре Республики Беларусь 6 февраля 2006 года.

## Описание
Флаг города Глубокое представляет собой белое полотнище прямоугольной формы с соотношением сторон 1:2, которое пересечено по центру поясом голубого цвета с тремя зубцами сверху, составляющим 1/3 ширины полотнища. Внизу находится полоса жёлтого цвета, составляющая 1/3 ширины полотнища.

## Использование
Флаг города Глубокое является собственностью Глубокского района, правом распоряжения которой обладает Глубокский районный исполнительный комитет.
Флаг города Глубокое размещается на зданиях, в которых расположены органы местного управления и самоуправления города Глубокое и Глубокского района, а также в помещениях заседаний этих органов и в служебных кабинетах их руководителей. Флаг города Глубокое может размещаться в тех местах города Глубокое и Глубокского района, где в соответствии с белорусским законодательством предусматривается размещение Государственного флага Республики Беларусь.
Флаг города Глубокое может использоваться также во время государственных праздников и праздничных дней, торжественных мероприятий, проводимых государственными органами и иными организациями, народных, трудовых, семейных праздников и мероприятий, приуроченных к памятным датам.
Право на использование флага города Глубокое в иных случаях может быть предоставлено по решению Глубокского районного исполнительного комитета.